# Rafailo Kalik
Rafailo Kalik (rođen kao Ratko Kalik; Skradin pokraj Šibenika, 14. prosinca 1940.) je iguman manastira Morače, i arhimandrit Srpske pravoslavne crkve.

## Životopis
Arhimandrit Rafailo (Kalik) rođen je 14. prosinca 1940. godine u Skradinu, pokraj Šibenika, od pobožnih roditelja. Osnovnu školu završio je u rodnom mjestu.
Monašku školu završio je u Manastiru Ostrog 1964. godine. Zamonašio se 4. kolovoza 1964. godine u manastiru Ostrog od mitropolita crnogorsko-primorskog Danila Dajkovića, dobivši monaško ime Rafailo. Za jerođakona i jeromonaha rukopoložen 10. siječnja 1965. godine. Iguman Manastira Morače kod Kolašina, postao je 1. siječnja 1982. godine, nakon smrti igumana Maksimilijana Biciskog.
Dana 28. kolovoza 2007. godine odlikovao ga je činom arhimandrita dr Amfilohije Radović, Arhiepiskop cetinjski, Mitropolit crnogorsko-primorski. Dana 27. studenoga 2021.. godine proslavio je 40 godina svoga nastojanja manastira Morača.

## Vanjske poveznice
- Rafailo Kalik

- Iguman Manastira Morače